# Anaulacomera schunkei
Anaulacomera schunkei är en insektsart som beskrevs av Andrew Nelson Caudell 1918. Anaulacomera schunkei ingår i släktet Anaulacomera och familjen vårtbitare. Inga underarter finns listade i Catalogue of Life.